# Festival international de la liberté Windsor-Détroit

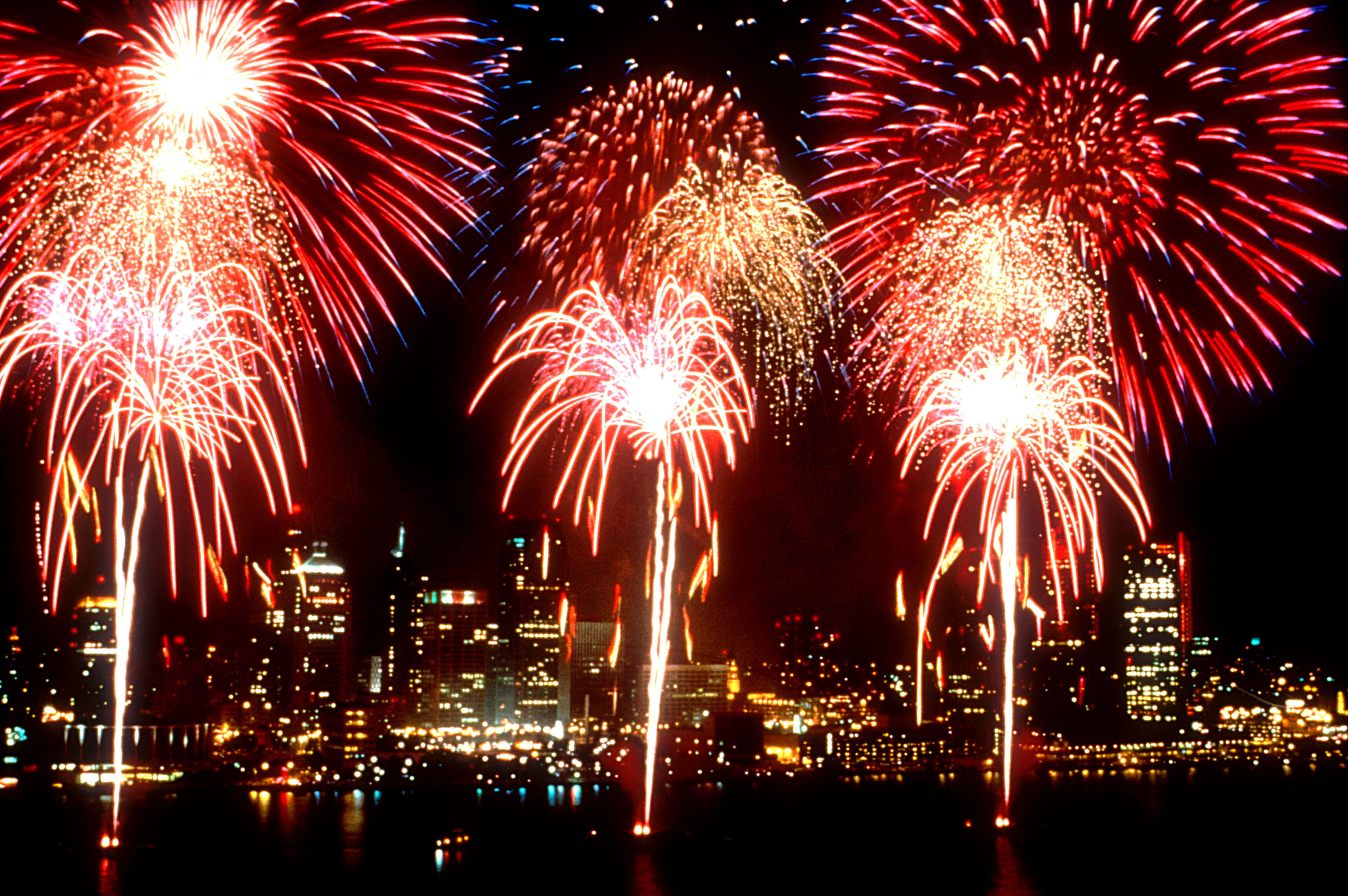
Le feu d'artifice

Le Festival international de la liberté Windsor-Détroit est un festival organisé par les villes de Détroit et de Windsor pour célébrer la fête nationale canadienne le 1er juillet et la fête nationale américaine, le 4 juillet.
Créé en 1959, Le festival est organisé par la Parade Company, une association à but non lucratif administrée par la Michigan Thanksgiving Parade Foundation et financée par de nombreux sponsors.
Traditionnellement, les festivités s'achèvent par l'un des plus grands feux d'artifice du monde. Du côté de Windsor, une fête foraine est organisée, avec notamment des stands et  parades.
Le festival attire généralement un million de personnes chaque année.

### Source
- (en) Cet article est partiellement ou en totalité issu de l’article de Wikipédia en anglais intitulé « Windsor-Detroit International Freedom Festival » (voir la liste des auteurs).